# 野百合

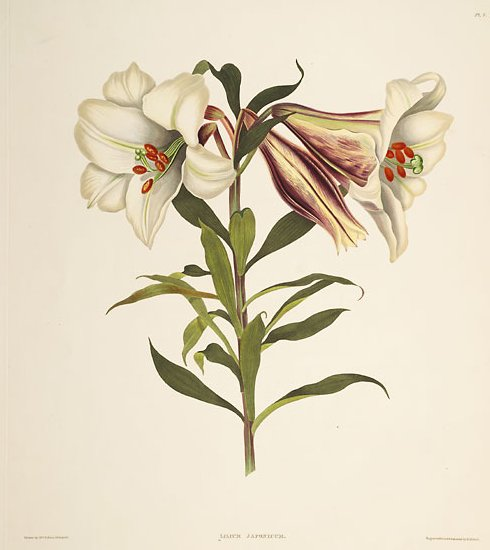
百合 Lilium brownii var. viridulum

野百合（學名：Lilium brownii）也叫淡紫百合，是百合科百合属多年生草本植物，原产甘肃、陕西、山西、河北、河南、安徽、江苏、浙江、江西、湖南、湖北、重庆、四川、贵州、云南、广西、广东、香港、福建、金门、马祖以及越南中北部和缅甸克钦邦。
种名brownii以苏格兰植物学家Robert Brown（1773-1858）的名字命名。

## 亚种
野百合种下有两个变种：
- 野百合 ：叶披针形至条形。
- 百合 ：叶倒披针形至倒卵形。